# Federal Reserve-Treasury Department Accord of 1951
The Federal Reserve-Treasury Department Accord of 1951, kortfattat "The 1951 Accord", var en överenskommelse mellan USA:s finansministerium och Federal Reserve om att Federal Reserve skulle fortsätta att verka som en oberoende (privat) organisation. Överenskommelsen markerar också starten på det moderna Federal Reserve, eftersom det lagfästes att Federal Reserves prioriterade mål skulle vara prisstabilitet och makroekonomisk stabilitet.